# Трёхполосая белка
Малайские белки (лат. Lariscus) — вид грызунов из рода малайские белки подсемейства Callosciurinae семейства беличьих. Встречается в Юго-Восточной Азии от Таиланда и Малайского полуострова до многочисленных островов Малайзии и Индонезии.

## Внешний вид и строение
Длина тела с головой от 18,2 до 19,4 см, вес — от 175 до 185 г. Длина хвоста от 10 до 11 см. Верхняя сторона тела тёмно-коричневая с тремя отчётливыми чёрными полосами. Брюхо от белого до бледно-песочного цвета. Мех очень нежный, хвост приплюснутый.

## Распространение
Обитает в Юго-Восточной Азии от Таиланда и Малайского полуострова до многочисленных островов Малайзии и Индонезии. Встречается на индонезийских островах Ява и Суматра, а также на Бинтанге (острова Риау), Танахбале (острова Бату) и Сианане (острова Анамбас), на малайских островах Пенанг и Тиоман и на Борнео как в индонезийской, так и в малайской частях. Также встречается в Брунее. Также жили на острове Сингапур, где этот вид, вероятно, сегодня вымер. Обитает в основном в равнинных районах, высота над уровнем моря колеблется примерно до 1000 метров, по другим данным до 1500 метров.

## Образ жизни
Трёхполосая белка активна в течение дня и живёт преимущественно на земле. Встречается в первичных вечнозелёных низинных деревьев рода диптерокарпус, но может обитать и во вторичных насаждениях и на вырубках. Во время оценки ловушек в заповеднике Крау на острове Паханг, Малайзия, этот вид ловился несколько чаще в районах, подверженных влиянию человека, чем в девственных лесах.
Животные обитают преимущественно на земле, в листве невысоких деревьев и на стволах упавших деревьев, но могут обитать и на земле в редколесьях. Их также наблюдали на известняковых почвах в Рантан-Ипохе в Малайзии. Питается преимущественно фруктами и семенами, а также насекомыми. В национальном парке Гунунг Гадинг в Сараваке, Борнео, они включают в рацион цветки Rafflesia. В ходе исследований в лесном заповеднике Улу Гомбак в Селангоре были определены индивидуальные участки самок в пределах от 0,1 до 0,2 га.

## Статус, угроза и охрана
Международный союз охраны природы и природных ресурсов (МСОП) классифицирует трёхполосую белку как вид, вызывающий наименьшее беспокойство. Это связано главным образом с его большим ареалом, включающим многочисленные охраняемые территории, хотя в своих местах обитания эти животные относительно редки. Вид сравнительно нечувствителен к изменению среды обитания, а также может адаптироваться к биотопам, подверженным антропогенному воздействию.